# Marc Janko
Marc Janko (ur. 25 czerwca 1983 w Wiedniu) – austriacki piłkarz, który występował na pozycji napastnika. 
W latach 2006–2019 reprezentant Austrii. Uczestnik Mistrzostw Europy 2016.

## Kariera klubowa
Janko urodził się w Wiedniu, jednak karierę piłkarską rozpoczął w leżącym na południe od stolicy Austrii, Mödling. W 1991 roku podjął treningi w tamtejszym klubie FC Admira Wacker Mödling. Jednak do składu pierwszej drużyny trafił dopiero w 2003 roku. W austriackiej Bundeslidze zadebiutował 8 grudnia 2004 roku w przegranym 2:5 wyjazdowym meczu z Grazer AK i w debiucie zdobył gola. Do końca sezonu zaliczył jeszcze jedno trafienie, a po sezonie odszedł z Admiry.
W lipcu 2005 roku Janko przeszedł za 350 tysięcy € do zespołu Red Bull Salzburg. Po raz pierwszy w jego barwach wystąpił 30 lipca w meczu przeciwko Rapidowi Wiedeń. W swoim pierwszym sezonie zdobył dla Red Bulla 11 bramek, a w meczu ze Sturmem Graz (3:2) zaliczył hat-tricka. Klub z Salzburga zajął wówczas drugą pozycję w lidze za Austrią Wiedeń. W sezonie 2006/07 Janko został z Red Bullem mistrzem Austrii, jednak pełnił w nim głównie rolę rezerwowego. Także w sezonie 2007/08 był dublerem, tym razem dla takich zawodników jak Alexander Zickler, Johan Vonlanthen, czy Vratislav Lokvenc. Red Bull ponownie został wicemistrzem kraju. W sezonie 2008/09 Janko zaczął występować w pierwszym składzie. Od jego rozpoczęcia zaczął wykazywać się wysoką skutecznością. W 1. kolejce z SV Mattersburg (6:0) strzelił 3 gole, natomiast w 13. z Rheindorf Altach (4:3) zaliczył aż cztery trafienia. Z kolei w meczach 14. kolejki z Kapfenberger SV (7:3) i 16. kolejki z Austrią (5:1) ponownie ustrzelił hat-tricki. W czerwcu 2010 roku przeszedł za 6 milionów € do klubu FC Twente.
W 2012 roku Janko krótko grał w FC Porto. Od 28 sierpnia 2012 do lata 2014 był piłkarzem Trabzonsporu. Latem 2014 przeszedł na zasadzie wolnego transferu do Sydney FC. Następnie grał w FC Basel i Sparcie Praga, a w 2018 trafił do FC Lugano.
| Sezon   | Klub                     | Kraj       | Rozgrywki          | Mecze | Bramki |
| ------- | ------------------------ | ---------- | ------------------ | ----- | ------ |
| 2004/05 | FC Admira Wacker Mödling | Austria    | Bundesliga         | 13    | 2      |
| 2005/06 | Red Bull Salzburg        | Austria    | Bundesliga         | 17    | 11     |
| 2006/07 | Red Bull Salzburg        | Austria    | Bundesliga         | 8     | 2      |
| 2007/08 | Red Bull Salzburg        | Austria    | Bundesliga         | 14    | 5      |
| 2008/09 | Red Bull Salzburg        | Austria    | Bundesliga         | 34    | 39     |
| 2009/10 | Red Bull Salzburg        | Austria    | Bundesliga         | 34    | 18     |
| 2010/11 | FC Twente                | Holandia   | Eredivisie         | 29    | 14     |
| 2011/12 | FC Twente                | Holandia   | Eredivisie         | 16    | 10     |
| 2011/12 | FC Porto                 | Portugalia | Primeira Liga      | 10    | 4      |
| 2012/13 | Trabzonspor              | Turcja     | Süper Lig          | 14    | 1      |
| 2013/14 | Trabzonspor              | Turcja     | Süper Lig          | 9     | 1      |
| 2014/15 | Sydney FC                | Australia  | A-League           | 22    | 16     |
| 2015/16 | FC Basel                 | Szwajcaria | Swiss Super League | 20    | 16     |
| 2016/17 | FC Basel                 | Szwajcaria | Swiss Super League | 24    | 13     |
| 2017/18 | Sparta Praga             | Czechy     | 1. česká liga      | 5     | 1      |

## Kariera reprezentacyjna
W reprezentacji Austrii Janko zadebiutował 23 maja 2006 roku w przegranym 1:4 towarzyskim meczu z Chorwacją. Natomiast 20 sierpnia 2008 roku strzelił swoją pierwszą bramkę w kadrze narodowej, a Austriacy zremisowali 2:2 w sparingowym spotkaniu z Włochami.